# Ypypuera
Ypypuera is een geslacht van spinnen uit de  familie van de Hersiliidae.

## Soorten
- Ypypuera crucifera (Vellard, 1924)
- Ypypuera esquisita Rheims & Brescovit, 2004
- Ypypuera vittata (Simon, 1887)